# テヅカミネコメガエル
テヅカミネコメガエル（手掴猫目蛙、Phyllomedusa hypochondrialis）は、アマガエル科ネコメガエル属に分類されるカエル。

## 分布
- P. h. azurea　アズレアネコメガエル

アルゼンチン北部、パラグアイ、ボリビア
- P. h. hypochondrialis

ガイアナ、コロンビア、スリナム、ブラジル、フランス（仏領ギアナ）、ベネズエラ、ペルー

## 形態
体長3.5-4.5cm。体形は細い。頭部や胴体には筋状の隆起があり角張って見える。体色は背面が緑色で、腹面は白い。
虹彩は灰色。四肢は細長い。四肢の内側は黄色やオレンジ色になり、黒い縞模様が入る。指趾は白い。
- P. h. azurea　アズレアネコメガエル

吻端から体側面にかけて白い筋模様が入らないか細い。眼と筋模様は接しない。四肢の内側はオレンジ色で鮮明。
- P. h. hypochondrialis

吻端から体側面にかけて白く太い筋模様が入る。眼と筋模様は接する。四肢の内側はやや不鮮明な黄色。

## 分類
亜種アズレアネコメガエルを別種とする説もある。
- Phyllomedusa hypochondrialis azurea　Cope, 1862　アズレアネコメガエル　Southern orange-legged leaf frog
- Phyllomedusa hypochondrialis hypochondrialis　(Daudin, 1800)　Northern orange-legged leaf frog

## 生態
やや乾燥した開けた森林や草原等に生息する。樹上棲。夜行性で、昼間は葉の上等で伏せて休む。動きは緩怠であまり飛び跳ねたりはせず枝を掴んで移動することが和名の由来だが、枝を掴んで移動するのは属内広範の特徴で本種固有の特徴ではない。
食性は動物食で、昆虫類、節足動物等を食べる。
繁殖形態は卵生。雨季に沼や水溜りの水面から約10cm上に垂れ下がる葉に卵を産む。卵を産むと葉を包み粘液で止める。

## 人間との関係
ペットとして飼育されることもあり、日本にも輸入されている。属内では流通量が多い。主に基亜種の野生個体が流通するが、飼育下繁殖個体が流通することもある。テラリウムで飼育される。樹上棲のため、高さのあるケージで飼育するのが望ましい。蒸れに弱いため、蓋やケージの側面を金網等にして通気性を確保する。枝や観葉植物等を組んで活動場所や隠れ家にするが、枝は掴めるように細い物を用意する。極度の高温や低温には弱いため、夏季にはケージを風通しの良い場所に置いたり冷房器具を使用する。逆に冬季には暖房器具を使用したり、ケージを温室に収納する。水は全身が漬かれるような水容器を用意し、夜間や照明を消した際に霧吹きで湿度を上げる。餌はコオロギ等をピンセット等で各個体に与えるか、餌容器に入れて与える。餌に対しては事前に野菜等の餌を与えたり、サプリメントを振りかけて栄養価を上げる。餌に反撃されたり動きが緩怠なため逃げられるのを防ぐため、生きた餌の場合は顎や触角、後肢を潰したり折ってから与える。